# Ausonia (planetka)
(63) Ausonia je planetka nacházející se v hlavním pásu asteroidů. Její průměr činí asi 103 km. Byla objevena 10. února 1861 italským astronomem A. de Gasparisem.